# Прапор Оргієва
Прапор Оргієва — офіційний символ міста Оргіїв затверджений 18 вересня 1997 року.

## Опис
Прапор складається з трьох горизонтальних смуг: вгорі біла смуга, в середині червона, внизу жовта. На червоній смузі, ширина якої вдвічі більше за інших розташовані дві восьмипроменеві зірки в стовпчик — жовта і біла.
Прообразом прапора послужив міський герб, затверджений 18 вересня 1997 року. В гербі золота і срібна восьмипроменеві зірки супроводжують фігуру коня, що біжить.